# Марія Гуйомар де Пінья
Марія Гуйомар де Пінья або Тао Тонг Кіп Ма (тай. ท้าวทองกีบม้า; 1664 — 1728), також відома як Марія Гійомар де Пінья, Дона Марія дель Піфія або як Марія Гіймар та мадам Констанція французькою — сіамська жінка змішаного японсько-португальсько-бенгальського походження, яка жила в Аюттхаї в 17 столітті. Вона була дружиною грецького авантюриста Константіноса Геракіса.
Марія Гайомар відома в Таїланді тим, що впровадила нові рецепти десертів в сіамській кухні при дворі в Аюттхаї. Деякі з її страв запозичені з португальської кухні, особливо ті, що базувалися на використанні жовтку, такі як Фой тонг («золоті нитки») і Кокосовий джем.

## Біографія

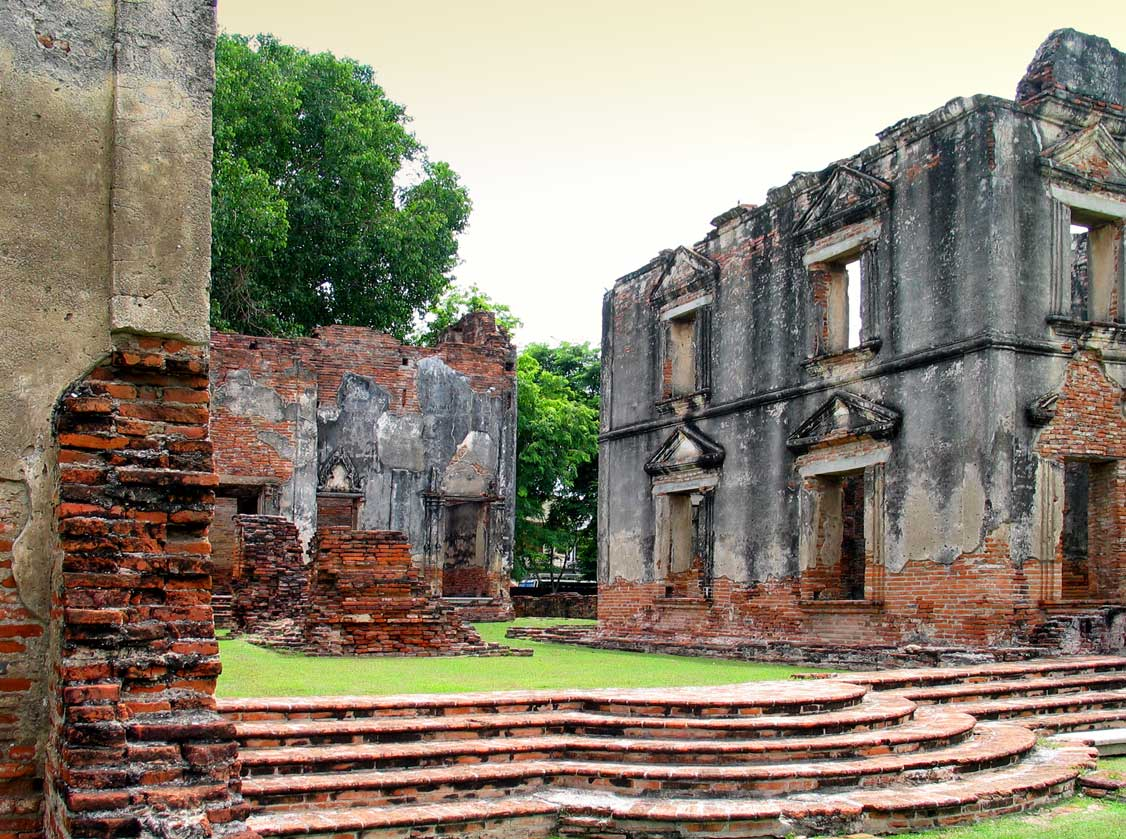
Резиденція Константіноса Геракіса та Марії Гайомар де Пінья (Baan Vichayen), в Лопбурі, Таїланд.

Марія народилася в Аюттхаї під час правління короля Нарая. Її матір була японкою на ім'я Урсула Ямада, сім'я якої емігрувала до Таїланду після репресій християнства в Японії. Її батько Фанік Ґуйомар (також Фанік Гулмар) з португальської колонії Гоа був бенгальським християнином змішаного португальського та японського походження.
Марія отримала католицьке виховання. У 1682 році Марія вийшла заміж за Константіноса Геракіса. Вони прожили заможне життя, коли Геракіс став дуже впливовим при королівському дворі короля Нарая.
У період зближення між Францією та сіамським двором Марії Гайомар де Пінья разом з її чоловіком обіцяли французький захист, та можливість стати графинею Франції. Під час сіамської революції 1688 року та вбивства чоловіка Марія знайшла притулок разом із французькими військами в Бангкоку, але командувач французького форту генерал Десфарж під тиском нового правителя, узурпатора Петрачі, повернув її в Сіам. Її засудили на вічне рабство на кухнях нового короля. Марія залишалася в'язнем до смерті Петрачі в 1703 році, і стала керівником королівської кухні.
Один із її синів Джордж зайняв незначну посаду при сіамському дворі. Відомо, що її другий син Костянтин був призначений королем Бороммакотом (1733—1758) для будівництва німецького органу в королівському палаці. За даними французьких місіонерів, його звали Рача Мантрі, і в той же час був наглядачем за християнами в Аюттхаї та керував королівськими складами.
У подальшому житті Марія разом зі своєю невісткою Луїзою Пассагною (вдова Костянтина) подала позови до Французької Ост-Індійської компанії, щоб повернути гроші, які її чоловік позичив компанії. Вона була виправдана в 1717 році указом Державної ради Франції, який передбачав їй допомогу на утримання.

## Тайські десерти

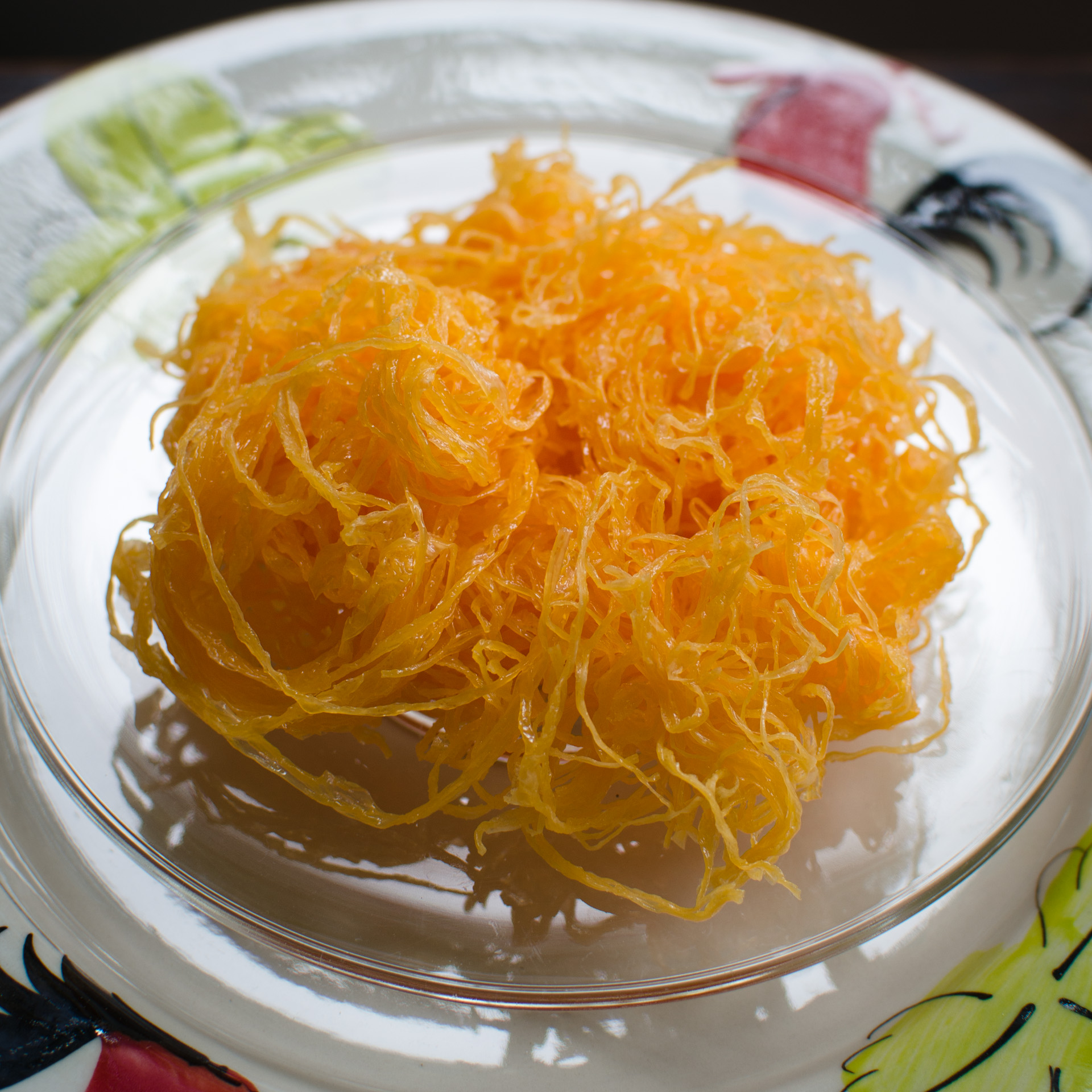
Фой тонг (схожий на португальську fios de ovos), один із кількох десертів, які Марія Гуйомар впровадила в тайській кухні

Марія зайняла посаду кухаря в палаці в період короля Нарая і запровадила багато нових десертів в сіамської кухні, такі як слоєне карі, кханом мо каєнг, тон муан, тон йот, тон їп, фой тонг, кокосовий джем і кханом пхінг. Такі десерти готували королю Нараю та його дочці принцесі Судаваді. Хун Луанг Ха Ват або король Утумпхон зазначали, що десерти поширювались та продавались на ринку в районі Па-Кханом. Багато її десертів були жовтими як золото — кольору, який в сіамській традиції вважався сприятливим і приємним. Таким чином, десерти, які Марія запровадила, були широко популяризовані.
Історичний архів архієпархії Бангкока згадує, що, хоча вона вводила в них деякі місцеві сіамські інгредієнти, солодощі Марії в основному ґрунтувалися на традиційних португальських десертах. Оригінальні тайські десерти мали борошно, цукор або пальмовий цукор та кокос як основні інгредієнти, а Марії приписують впровадження яєчного жовтка, рафінованого цукру, соєвого крохмалю або крохмалю маніоки, а також горіхів.
Однак існують певні розбіжності з приводу ролі Марії в популяризації десертів. Пріді Фітфумвіті стверджував, що деякі десерти, приписувані Марії, були відомі раніше сіамським людям. Їх назвали монастирськими солодощами, бо їх готували черниці в португальських монастирях. Інші критики стверджують, що лише про два десерти — фой тонг та тон їп — можна повністю сказати, що це плід її власної майстерності.

## У популярні культурі
Роль Марії Гайомар представлена в історичному драматичному телесеріалі 2018 року «Людина долі» (оригінальна назва Bupphesanniwat). Її зображує англо-тайська актриса.